# Olovni sjajnik
Galenit ili olovni sjajnik   je prirodni mineral kemijske formule PbS, dakle, olovni sulfid. Predstavlja najvažniji izvor olova. Uglavnom se dobiva iz nalazišta u vapnencu, kakvih ima u SAD-u, zapadnoj Europi, Australiji i Čileu. Ekonomskoj isplativosti nekih nalazišta pridonosi i prisutnost srebra.
Galenit se najčešće pojavljuje u obliku savršene kocke, a često je i zajedno s drugim mineralima, primjerice, kvarcom ili piritom. Cijepa se po stranama kocke zbog rasporeda atoma olova i sumpora u kristalnoj rešetci. Pri lomljenju, površina kristala sastoji se od mnogo sitnih "stepenica". Sjaj galenita je sličan sjaju metalnog olova, a često je i srebranaste boje, dok mu je prah olovnosiv. Pojavljuje se u različitim geološkim okvirima, od metamorfnih stijena, do masivnih naslaga sulfida, povezanih s vulkanima, a velike su količine rude u žilama vapnenca i dolomitima, koji se dovode u vezu s hidrotermalnim tekućinama. Lako je prepoznatljiv po boji, kovinastu sjaju, visokoj gustoći i savršenu, kockastu cijepanju, a lako se razbija na kockice. Pri oksidaciji galenita nastaje anglesit.
Galenit je jedan od prvih minerala što su ga ljudi počeli vaditi, pa su ga još Babilonci talili i pravili olovne vaze, a bio je uvelike cijenjen i kod Rimljana. Riječ galena na latinskom označava željeznu rudu. Olovo iz galenita se rabilo za tiskanje, u slikarstvu, za baterije, u vodoinstalaterstvu te za električne žice, no danas mu je spoznaja da je otrovan uvelike smanjila vrijednost, posebno glede uporabe u kućanstvu. Kina, Australija i SAD nose polovicu godišnje svjetske proizvodnje olova, koje se uglavnom dobiva iz galenita. 

## Vanjske poveznice
- | Logotip Zajedničkog poslužitelja | Zajednički poslužitelj ima još gradiva o temi Olovni sjajnik |
- Handbook of Mineralogy - Galena (engl. PDF 58,2 kB)
- MinDat - Galena (engl.)